# Cupa Cupelor 1997-1998
Sezonul 1997-1998 al Cupei Cupelor a fost câștigat de Chelsea, care a învins-o în finală pe VfB Stuttgart.

## Calificări
| Echipa 1         | Scor gen. | Echipa 2             | Tur | Retur      |
| ---------------- | --------- | -------------------- | --- | ---------- |
| HB Tórshavn      | 1–7       | APOEL                | 1–1 | 0–6        |
| Hibernians       | 0–4       | ÍBV                  | 0–1 | 0–3        |
| Glenavon         | 1–5       | Legia Varșovia       | 1–1 | 0–4        |
| Cwmbrân Town     | 2–12      | Național București   | 2–5 | 0–7        |
| Žalgiris Vilnius | 1–2       | Hapoel Be'er Sheva   | 0–0 | 1–2 (d.p.) |
| Zimbru Chișinău  | 1–4       | Șahtar Donețk        | 1–1 | 0–3        |
| Dinaburg         | 2–0       | Kapaz Ganja          | 1–0 | 1–0        |
| Kilmarnock       | 3–2       | Shelbourne           | 2–1 | 1–1        |
| HJK Helsinki     | 1–3       | Steaua Roșie Belgrad | 1–0 | 0–3        |
| Sloga Jugomagnat | 1–4       | Zagreb               | 1–2 | 0–2        |
| Balzers          | 1–5       | BVSC Budapesta       | 1–3 | 0–2        |
| Tallinna Sadam   | 2–5       | Belshina Bobruisk    | 1–1 | 1–4        |
| Primorje         | 3–0       | Union Luxembourg     | 2–0 | 1–0        |
| Levski Sofia     | 2–3       | Slovan Bratislava    | 1–1 | 1–2        |
| Dinamo Batumi    | 2–31      | FC Ararat Erevan     | 0–3 | 2–0        |

Notes
- Note 1: Ararat Erevan were awarded a 3–0 win in the Calificări Prima manșă after Dinamo Batumi were found guilty of fielding an ineligible jucătorul competiției ― Sotogashvili. The match originally ended as a 4–2 win for Dinamo Batumi.

### Prima manșă
| HB Tórshavn | 1 – 1 | APOEL          |
| ----------- | ----- | -------------- |
| Arque 19'   |       | Alexandrou 40' |

| Hibernians | 0 – 1 | ÍBV             |
| ---------- | ----- | --------------- |
|            |       | Gudmundsson 70' |

| Glenavon  | 1 – 1 | Legia Varșovia |
| --------- | ----- | -------------- |
| Grant 60' |       | Sokołowski 33' |

| Cwmbrân Town                   | 2 – 5 | Național București                        |
| ------------------------------ | ----- | ----------------------------------------- |
| Parfitt 76' (pen) Townsend 84' |       | Vasc 34' Niculescu 47', 62' Lita 77', 90' |

| Žalgiris Vilnius | 0 – 0 | Hapoel Be'er Sheva |
| ---------------- | ----- | ------------------ |
|                  |       |                    |

| Zimbru Chișinău | 1 – 1 | Șahtar Donețk  |
| --------------- | ----- | -------------- |
| Zgura 75'       |       | Alexandrou 45' |

| Dinaburg     | 1 – 0 | Kapaz Ganja |
| ------------ | ----- | ----------- |
| Tarasovs 35' |       |             |

| Kilmarnock           | 2 – 1 | Shelbourne     |
| -------------------- | ----- | -------------- |
| Wright 65' (pen) 90' |       | Rutherford 12' |

| HJK Helsinki | 1 – 0 | Steaua Roșie Belgrad |
| ------------ | ----- | -------------------- |
| Helin 58'    |       |                      |

| Sloga Jugomagnat | 1 – 2 | Zagreb              |
| ---------------- | ----- | ------------------- |
| Petkov 68'       |       | Bule 76' Čižmek 90' |

| Balzers      | 1 – 3 | BVSC Budapesta                         |
| ------------ | ----- | -------------------------------------- |
| Wörnhard 38' |       | Telser 57' (o.g.) Füzi 77' Csordás 84' |

| Tallinna Sadam | 1 – 1 | Belshina Bobruisk |
| -------------- | ----- | ----------------- |
| Olumets 49'    |       | Khripach 18'      |

| Primorje                     | 2 – 0 | Union Luxembourg |
| ---------------------------- | ----- | ---------------- |
| Sabadin 37' Sculac 86' (pen) |       |                  |

| Levski Sofia | 1 – 1 | Slovan Bratislava |
| ------------ | ----- | ----------------- |
| Ivanov 18'   |       | Novak 65'         |

| Dinamo Batumi | 0 – 3 Awarded1 | Ararat Erevan |
| ------------- | -------------- | ------------- |
|               |                |               |

### A doua manșă
| APOEL                                                           | 6 – 0 | HB Tórshavn |
| --------------------------------------------------------------- | ----- | ----------- |
| Hörtnagl 14', 21' Sotiriou 52' Ioannou 77', 81' Fasouliotis 87' |       |             |

APOEL s-a calificat cu scorul general de 7–1.
| ÍBV                               | 3 – 0 | Hibernians |
| --------------------------------- | ----- | ---------- |
| Helgason 21' Gudmundsson 33', 90' |       |            |

ÍBV s-a calificat cu scorul general de 4–0.
| Legia Varșovia                                      | 4 – 0 | Glenavon |
| --------------------------------------------------- | ----- | -------- |
| Kacprzak 73' Sokołowski 76', 89' (pen.) Skrzyek 86' |       |          |

Legia Varșovia s-a calificat cu scorul general de 5–1.
| Național București                                            | 7 – 0 | Cwmbrân Town |
| ------------------------------------------------------------- | ----- | ------------ |
| Niculescu 15' Pigulea 20', 40', 80' Albeanu 30', 37' Savu 51' |       |              |

Național București s-a calificat cu scorul general de 12–2.
| Hapoel Be'er Sheva                | 2 – 1 (d.p.) | Žalgiris Vilnius |
| --------------------------------- | ------------ | ---------------- |
| Benayoun 105' (pen.) Buchnik 116' |              | Radzius 96'      |

Hapoel Be'er Sheva  s-a calificat cu scorul general de 2–1.
| Șahtar Donețk                          | 3 – 0 | Zimbru Chișinău |
| -------------------------------------- | ----- | --------------- |
| Orbu 25' Alexandrou 43' Kriventsov 82' |       |                 |

Șahtar Donețk  s-a calificat cu scorul general de 4–1.
| Kapaz Ganja | 0 – 1 | Dinaburg   |
| ----------- | ----- | ---------- |
|             |       | Isayev 50' |

Dinaburg  s-a calificat cu scorul general de 2–0.
| Shelbourne | 1 – 1 | Kilmarnock   |
| ---------- | ----- | ------------ |
| Baker 39'  |       | McIntyre 21' |

Kilmarnock  s-a calificat cu scorul general de 3–2.
| Steaua Roșie Belgrad               | 3 – 0 | HJK Helsinki |
| ---------------------------------- | ----- | ------------ |
| Stanković 6', 26' Njegus 89' (pen) |       |              |

Steaua Roșie Belgrad  s-a calificat cu scorul general de 3–1.
| Zagreb           | 2 – 0 | Sloga Jugomagnat |
| ---------------- | ----- | ---------------- |
| Sopić 2' Bule 8' |       | Petkov 68'       |

NK Zagreb  s-a calificat cu scorul general de 4–1.
| BVSC Budapesta           | 2 – 0 | Balzers |
| ------------------------ | ----- | ------- |
| Komlósi 12' Bükszegi 89' |       |         |

BVSC Budapesta s-a calificat cu scorul general de 5–1.
| Belshina Bobruisk                                   | 4 – 1 | Tallinna Sadam    |
| --------------------------------------------------- | ----- | ----------------- |
| Smirnykh 3' Timofeev 57' Hlebasolaw 73' Putrash 75' |       | Rychkov 69' (pen) |

Belshina Bobruisk  s-a calificat cu scorul general de 5–2.
| Union Luxembourg | 0 – 1 | Primorje    |
| ---------------- | ----- | ----------- |
|                  |       | Rudonja 18' |

NK Primorje s-a calificat cu scorul general de 3–0.
| Slovan Bratislava    | 2 – 1 | Levski Sofia |
| -------------------- | ----- | ------------ |
| Novak 15' Muzlay 53' |       | Todorov 2'   |

Slovan Bratislava s-a calificat cu scorul general de 3–2.
| Ararat Erevan | 0 – 2 | Dinamo Batumi                 |
| ------------- | ----- | ----------------------------- |
|               |       | Torgashvili 2' Makharadze 38' |

Ararat Erevan s-a calificat cu scorul general de 3–2.

## Prima rundă
| Echipa 1           | Scor gen. | Echipa 2             | Tur | Retur      |
| ------------------ | --------- | -------------------- | --- | ---------- |
| Kocaelispor        | 3–0       | Național București   | 2–0 | 1–0        |
| APOEL              | 0–4       | Sturm Graz           | 0–1 | 0–3        |
| ÍBV                | 2–5       | VfB Stuttgart        | 1–3 | 1–2        |
| Boavista           | 3–4       | Șahtar Donețk        | 2–3 | 1–1        |
| Germinal Ekeren    | 4–3       | Steaua Roșie Belgrad | 3–2 | 1–1        |
| AIK                | 1–2       | Primorje             | 0–1 | 1–1 (d.p.) |
| AEK Atena          | 9–2       | Dinaburg             | 5–0 | 4–2        |
| Slavia Praga       | 6–2       | Luzern               | 4–2 | 2–0        |
| Hapoel Be'er Sheva | 1–14      | Roda JC              | 1–4 | 0–10       |
| Zagreb             | 5–6       | Tromsø               | 3–2 | 2–4 (d.p.) |
| Copenhaga          | 5–0       | Ararat Erevan        | 3–0 | 2–0        |
| Belshina Bobruisk  | 1–5       | Lokomotiv Moscova    | 1–2 | 0–3        |
| Chelsea            | 4–0       | Slovan Bratislava    | 2–0 | 2–0        |
| Nice               | 4–2       | Kilmarnock           | 3–1 | 1–1        |
| Real Betis         | 4–0       | BVSC Budapesta       | 2–0 | 2–0        |
| Vicenza            | 3–1       | Legia Varșovia       | 2–0 | 1–1        |

### Prima manșă
| Kocaelispor              | 2 – 0 | Național București |
| ------------------------ | ----- | ------------------ |
| Albayrak 41' Moshoeu 45' |       |                    |

| APOEL | 0 – 1 | Sturm Graz  |
| ----- | ----- | ----------- |
|       |       | Spiteri 81' |

| ÍBV          | 1 – 3 | VfB Stuttgart               |
| ------------ | ----- | --------------------------- |
| Olafsson 40' |       | Bobic 9', 12' Akpoborie 70' |

| Boavista                 | 2 – 3 | Șahtar Donețk              |
| ------------------------ | ----- | -------------------------- |
| Rui Miguel 34' Litos 44' |       | Zubov 24' Atelkin 62', 64' |

| Germinal Ekeren                  | 3 – 2 | Steaua Roșie Belgrad         |
| -------------------------------- | ----- | ---------------------------- |
| Kovács 17' Hofmans 57' Dauwe 71' |       | Ognjenović 59' Stanković 63' |

| AIK | 0 – 1 | Primorje    |
| --- | ----- | ----------- |
|     |       | Rudonja 85' |

| AEK Atena                                                      | 5 – 0 | Dinaburg |
| -------------------------------------------------------------- | ----- | -------- |
| Kopitsis 37' (pen) 44' Katsavos 64' Kalitzakis 67' Marcelo 76' |       |          |

| Slavia Praga                              | 4 – 2 | Luzern                    |
| ----------------------------------------- | ----- | ------------------------- |
| Ašanin 5' Vácha 14' Vágner 54' Labant 54' |       | Aleksandrov 7' Koilov 76' |

| Hapoel Be'er Sheva | 1 – 4 | Roda JC                           |
| ------------------ | ----- | --------------------------------- |
| Benayoun 63' (pen) |       | van Houdt 15', 31' Torma 24', 34' |

| Zagreb                           | 3 – 2 | Tromsø                   |
| -------------------------------- | ----- | ------------------------ |
| Lalić 44' Sopić 50' Baturina 52' |       | B. Johansen 56' Årst 80' |

| Copenhaga                     | 3 – 0 | Ararat Erevan |
| ----------------------------- | ----- | ------------- |
| Jónsson 17' Højer 53' Tur 87' |       |               |

| Belshina Bobruisk    | 1 – 2 | Lokomotiv Moscova       |
| -------------------- | ----- | ----------------------- |
| Hlebasolaw 14' (pen) |       | Loskov 49' Borodyuk 71' |

| Chelsea                    | 2 – 0 | Slovan Bratislava |
| -------------------------- | ----- | ----------------- |
| Di Matteo 6' Granville 80' |       |                   |

| Nice                  | 3 – 1 | Kilmarnock       |
| --------------------- | ----- | ---------------- |
| Kohn 12', 48' Rol 79' |       | Wright 77' (pen) |

| Real Betis       | 2 – 0 | BVSC Budapesta |
| ---------------- | ----- | -------------- |
| Alfonso 58', 72' |       |                |

| Vicenza                  | 2 – 0 | Legia Varșovia |
| ------------------------ | ----- | -------------- |
| Luiso 10' Ambrosetti 24' |       |                |

### A doua manșă
| Național București | 0 – 1 | Kocaelispor |
| ------------------ | ----- | ----------- |
|                    |       | Colak 79'   |

Kocaelispor s-a calificat cu scorul general de 3–0.
| Sturm Graz                      | 3 – 0 | APOEL |
| ------------------------------- | ----- | ----- |
| Reinmayr 3' Vastić 29' Haas 42' |       |       |

Sturm Graz s-a calificat cu scorul general de 4–0.
| VfB Stuttgart      | 2 – 1 | ÍBV          |
| ------------------ | ----- | ------------ |
| Akpoborie 73', 76' |       | Larusson 79' |

VfB Stuttgart s-a calificat cu scorul general de 5–2.
| Șahtar Donețk   | 1 – 1 | Boavista   |
| --------------- | ----- | ---------- |
| Potskhveria 78' |       | Latapy 87' |

Șahtar Donețk s-a calificat cu scorul general de 4–3.
| Steaua Roșie Belgrad | 1 – 1 | Germinal Ekeren |
| -------------------- | ----- | --------------- |
| Drulić 18'           |       | Radzinski 66'   |

Germinal Ekeren s-a calificat cu scorul general de 4–3.
| Primorje     | 1 – 1 (d.p.) | AIK           |
| ------------ | ------------ | ------------- |
| Rudonja 110' |              | Novaković 77' |

NK Primorje s-a calificat cu scorul general de 2–1.
| Dinaburg                | 2 – 4 | AEK Atena                                  |
| ----------------------- | ----- | ------------------------------------------ |
| Fedotovs 34' Isayev 62' |       | Nikolaidis 35', 80' Vlachos 50' Kostis 72' |

AEK Atena s-a calificat cu scorul general de 9–2.
| Luzern | 0 – 2 | Slavia Praga                 |
| ------ | ----- | ---------------------------- |
|        |       | Koilov 55' (o.g.) Vágner 74' |

Slavia Praga s-a calificat cu scorul general de 6–2.
| Roda JC                                                                               | 10 – 0 | Hapoel Be'er Sheva |
| ------------------------------------------------------------------------------------- | ------ | ------------------ |
| van Houdt 19', 32', 70' Lawal 41', 63' Ooijer 49', 85' (pen) Vrede 53' Torma 72', 90' |        |                    |

Roda JC s-a calificat cu scorul general de 14–1.
| Tromsø                                     | 4 – 2 (d.p.) | Zagreb             |
| ------------------------------------------ | ------------ | ------------------ |
| Lange 15', 115' Årst 74' S.M. Johansen 90' |              | Vukić 53' Bule 57' |

Tromsø s-a calificat cu scorul general de 6–5
| Ararat Erevan | 0 – 2 | Copenhaga                 |
| ------------- | ----- | ------------------------- |
|               |       | M. Nielsen 87' Šestan 89' |

FC København s-a calificat cu scorul general de 5–0.
| Lokomotiv Moscova                      | 3 – 0 | Belshina Bobruisk |
| -------------------------------------- | ----- | ----------------- |
| Maminov 23' Kharlachyov 41' Loskov 74' |       |                   |

Lokomotiv Moscova s-a calificat cu scorul general de 5–1.
| Slovan Bratislava | 0 – 2 | Chelsea                  |
| ----------------- | ----- | ------------------------ |
|                   |       | Vialli 27' Di Matteo 60' |

Chelsea s-a calificat cu scorul general de 4–0.
| Kilmarnock | 1 – 1 | Nice           |
| ---------- | ----- | -------------- |
| Reilly 31' |       | Milinković 76' |

Nice s-a calificat cu scorul general de 4–2.
| BVSC Budapesta | 0 – 2 | Real Betis                     |
| -------------- | ----- | ------------------------------ |
|                |       | Alexis Trujillo 8' Alfonso 48' |

Real Betis s-a calificat cu scorul general de 4–0.
| Legia Varșovia | 1 – 1 | Vicenza   |
| -------------- | ----- | --------- |
| Kacprzak 57'   |       | Zauli 87' |

Vicenza s-a calificat cu scorul general de 3–1.

## A doua rundă
| Echipa 1          | Scor gen. | Echipa 2      | Tur | Retur |
| ----------------- | --------- | ------------- | --- | ----- |
| Tromsø            | 4–9       | Chelsea       | 3–2 | 1–7   |
| Germinal Ekeren   | 4–6       | VfB Stuttgart | 0–4 | 4–2   |
| Lokomotiv Moscova | 2–1       | Kocaelispor   | 2–1 | 0–0   |
| Șahtar Donețk     | 2–5       | Vicenza       | 1–3 | 1–2   |
| Real Betis        | 3–1       | Copenhaga     | 2–0 | 1–1   |
| AEK Atena         | 2–1       | Sturm Graz    | 2–0 | 0–1   |
| Nice              | 3–3 (a)   | Slavia Praga  | 2–2 | 1–1   |
| Primorje          | 0–6       | Roda JC       | 0–2 | 0–4   |

### Prima manșă
| Tromsø                         | 3 – 2 | Chelsea         |
| ------------------------------ | ----- | --------------- |
| Nilsen 6' Fermann 19' Årst 81' |       | Vialli 86', 90' |

| Germinal Ekeren | 0–4 | VfB Stuttgart                     |
| --------------- | --- | --------------------------------- |
|                 |     | Bobic 43', 61' Akpoborie 55', 75' |

| Lokomotiv Moscova            | 2 – 1 | Kocaelispor |
| ---------------------------- | ----- | ----------- |
| Kharlachyov 32' Janashia 82' |       | Uzun 73'    |

| Șahtar Donețk | 1 – 3 | Vicenza                    |
| ------------- | ----- | -------------------------- |
| Zubov 62'     |       | Luiso 1', 90' Beghetto 55' |

| Real Betis        | 2 – 0 | FC København |
| ----------------- | ----- | ------------ |
| Oli 25' Cañas 38' |       |              |

| AEK Atena               | 2 – 0 | Sturm Graz |
| ----------------------- | ----- | ---------- |
| Batista 74' Marcelo 84' |       |            |

| Nice              | 2 – 2 | Slavia Praga   |
| ----------------- | ----- | -------------- |
| Aulanier 5' (pen) |       | Vácha 74', 35' |

| Primorje | 0 – 2 | Roda JC                 |
| -------- | ----- | ----------------------- |
|          |       | Lawal 15' van Houdt 67' |

### A doua manșă
| Chelsea                                                           | 7 – 1 | Tromsø          |
| ----------------------------------------------------------------- | ----- | --------------- |
| Petrescu 13', 86' Vialli 25', 61', 76' Zola 43' Leboeuf 55' (pen) |       | B. Johansen 39' |

Chelsea s-a calificat cu scorul general de 9–4.
| VfB Stuttgart            | 2 – 4 | Germinal Ekeren                                        |
| ------------------------ | ----- | ------------------------------------------------------ |
| Verlaat 12' Poschner 34' |       | van Ankeren 43', 82' Van Geneugden 45' Karagiannis 72' |

VfB Stuttgart s-a calificat cu scorul general de 6–4.
| Kocaelispor | 0 – 0 | Lokomotiv Moscova |
| ----------- | ----- | ----------------- |
|             |       |                   |

Lokomotiv Moscova s-a calificat cu scorul general de 2–1.
| Vicenza               | 2 – 1 | Șahtar Donețk |
| --------------------- | ----- | ------------- |
| Luiso 24' Viviani 70' |       | Atelkin 60'   |

Vicenza s-a calificat cu scorul general de 5–2.
| FC København         | 1 – 1 | Real Betis |
| -------------------- | ----- | ---------- |
| P. Nielsen 61' (pen) |       | Ureña 79'  |

Real Betis s-a calificat cu scorul general de 3–1.
| Sturm Graz  | 1 – 0 | AEK Atena |
| ----------- | ----- | --------- |
| Spiteri 82' |       |           |

AEK Atena s-a calificat cu scorul general de 2–1.
| Slavia Praga | 1 – 1 | Nice              |
| ------------ | ----- | ----------------- |
| Labant 80'   |       | Vandecasteele 75' |

Slavia Praga s-a calificat cu scorul general de 3–3 on Regula golului marcat în deplasare.
| Roda JC                                                | 4 – 0 | Primorje |
| ------------------------------------------------------ | ----- | -------- |
| van der Luer 45' Peeters 50' Zafarin 74' Valgaeren 85' |       |          |

Roda JC s-a calificat cu scorul general de 6–0.

## Sferturi
| Echipa 1     | Scor gen. | Echipa 2          | Tur | Retur |
| ------------ | --------- | ----------------- | --- | ----- |
| Roda JC      | 1–9       | Vicenza           | 1–4 | 0–5   |
| Slavia Praga | 1–3       | VfB Stuttgart     | 1–1 | 0–2   |
| AEK Atena    | 1–2       | Lokomotiv Moscova | 0–0 | 1–2   |
| Real Betis   | 2–5       | Chelsea           | 1–2 | 1–3   |

### Prima manșă
| Roda JC     | 1 – 4 | Vicenza                              |
| ----------- | ----- | ------------------------------------ |
| Peeters 73' |       | Luiso 17', 40' Belotti 28' Otero 67' |

| Slavia Praga | 1 – 1 | VfB Stuttgart |
| ------------ | ----- | ------------- |
| Vácha 40'    |       | Poschner 51'  |

| AEK Atena | 0 – 0 | Lokomotiv Moscova |
| --------- | ----- | ----------------- |
|           |       |                   |

| Real Betis  | 1 – 2 | Chelsea     |
| ----------- | ----- | ----------- |
| Alfonso 46' |       | Flo 9', 12' |

### A doua manșă
| Vicenza                                                  | 5 – 0 | Roda JC |
| -------------------------------------------------------- | ----- | ------- |
| Luiso 5' Firmani 24' Méndez 39' Ambrosetti 43' Zauli 47' |       |         |

Vicenza s-a calificat cu scorul general de 9–1.
| VfB Stuttgart   | 2 – 0 | Slavia Praga |
| --------------- | ----- | ------------ |
| Balakov 9', 88' |       |              |

VfB Stuttgart s-a calificat cu scorul general de 3–1.
| Lokomotiv Moscova             | 2–1 | AEK Atena          |
| ----------------------------- | --- | ------------------ |
| Kharlachyov 55' Chugainov 90' |     | Kopitsis 68' (pen) |

Lokomotiv Moscova s-a calificat cu scorul general de 2–1.
| Chelsea                             | 3–1 | Real Betis |
| ----------------------------------- | --- | ---------- |
| Sinclair 30' Di Matteo 50' Zola 90' |     | Finidi 20' |

Chelsea s-a calificat cu scorul general de 5–2.

## Semifinale
| Echipa 1      | Scor gen. | Echipa 2          | Tur | Retur |
| ------------- | --------- | ----------------- | --- | ----- |
| Vicenza       | 2–3       | Chelsea           | 1–0 | 1–3   |
| VfB Stuttgart | 3–1       | Lokomotiv Moscova | 2–1 | 1–0   |

### Prima manșă
| Vicenza   | 1–0 | Chelsea |
| --------- | --- | ------- |
| Zauli 16' |     |         |

| VfB Stuttgart           | 2–1 | Lokomotiv Moscova |
| ----------------------- | --- | ----------------- |
| Akpoborie 42' Bobic 90' |     | Janashia 22'      |

### A doua manșă
| Chelsea                          | 3–1 | Vicenza   |
| -------------------------------- | --- | --------- |
| Poyet 34' Zola 50' M. Hughes 76' |     | Luiso 32' |

Chelsea s-a calificat cu scorul general de 3–2.
| Lokomotiv Moscova | 0–1 | VfB Stuttgart |
| ----------------- | --- | ------------- |
|                   |     | Bobic 24'     |

VfB Stuttgart s-a calificat cu scorul general de 3–1.

## Finala
| Chelsea  | 1–0 | VfB Stuttgart |
| -------- | --- | ------------- |
| Zola 70' |     |               |

## Golgheteri
Golgheterii din sezonul 1997–98 sunt:
| Loc | Nume                | Echipă               | Goluri |
| --- | ------------------- | -------------------- | ------ |
| 1   | Pasquale Luiso      | Vicenza              | 8      |
| 2   | Jonathan Akpoborie  | VfB Stuttgart        | 6      |
| 2   | Fredi Bobic         | VfB Stuttgart        | 6      |
| 2   | Peter van Houdt     | Roda JC              | 6      |
| 2   | Gianluca Vialli     | Chelsea              | 6      |
| 6   | Alfonso             | Real Betis           | 4      |
| 6   | Gábor Torma         | Roda JC              | 4      |
| 6   | Karel Vácha         | Slavia Praga         | 4      |
| 6   | Gianfranco Zola     | Chelsea              | 4      |
| 10  | Ole Martin Årst     | Tromsø               | 3      |
| 10  | Serhiy Atelkin      | Șahtar Donețk        | 3      |
| 10  | Nino Bule           | NK Zagreb            | 3      |
| 10  | Roberto Di Matteo   | Chelsea              | 3      |
| 10  | Tryggvi Guðmundsson | ÍBV                  | 3      |
| 10  | Yevgeni Kharlachyov | Lokomotiv Moscova    | 3      |
| 10  | Charis Kopitsis     | AEK Atena            | 3      |
| 10  | Garba Lawal         | Roda JC              | 3      |
| 10  | Radu Niculescu      | Național București   | 3      |
| 10  | Adrian Pigulea      | Național București   | 3      |
| 10  | Mladen Rudonja      | NK Primorje          | 3      |
| 10  | Tomasz Sokołowski   | Legia Varșovia       | 3      |
| 10  | Dejan Stanković     | Steaua Roșie Belgrad | 3      |
| 10  | Paul Wright         | Kilmarnock           | 3      |